# 山根常正
山根 常正（やまね つねまさ、1936年10月3日 - 2022年9月22日）は日本の実業家。山陰中央新報の社長、会長を務めた。島根県浜田市出身。

## 経歴
1962年（昭和37年）に山陰中央新報社に入社し、2000年（平成12年）12月から2010年（平成22年）まで同社の社長を務めた。その後、2018年（平成30年）12月まで会長を務めた。また、島根県観光連盟会長も務めたほか、山陰両県とインドの経済、文化交流の拡大を目指している山陰インド協会会長を2013年（平成25年）から2019年（令和元年）まで務めた。
2022年（令和4年）9月22日 午前8時13分、病気のため死去。85歳没。同年9月26日に一般会葬が行われた。